# Чарлс М. Рајс
Чарлс Моун Рајс (Сакраменто, 25. август 1952) амерички је вирусолог и добитник Нобелове награде за медицину. Најпознатији је по истраживању вируса хепатитиса Ц. Професор је вирусологије на Универзитету Рокфелер у Њујорку.
Рајс је члан Америчког удружења за унапређење науке (енгл. American Association for the Advancement of Science), члан Националне академије наука (енгл. National Academy of Sciences) и био је председник Америчког друштва за вирусологију (енгл. American Society for Virology) од 2002. до 2003. године.
Године 2016, с Ралфом Бартеншлагером и Мајклом Џ. Софијом, добио је Награду за клиничка медицинска истраживања Ласкер—Дебејки. С Мајклом Хотоном и Харвијем Алтером, 2020. године је добио Нобелову награду за физиологију или медицину „за откриће вируса хепатитиса Ц”.